# Simon Estes
Simon Estes és un baix-baríton estatunidenc. Va néixer el 2 de febrer de 1938 a Centerville, Iowa. És un cantant estatunidenc molt apreciat en les seves interpretacions d'òperes de Wagner, Verdi i com a intèrpret en recitals.
Net d'esclaus, va entrar a la Universitat d'Iowa per estudiar psicologia. Participant en el cor de la universitat va cridar l'atenció de Charles Kellis que el va animar a continuar aconseguint beques perquè estudiés en la prestigiosa Juilliard School de Nova York. El 1964 viatjà a Berlín on va debutar amb el paper de Ramfis a Aida de Verdi, a la Deutsche Oper, on va tenir una calida recepció.
El 1978 va cantar el paper principal a Der fliegende Holländer de Wagner, al Festival de Bayreuth, sent el primer home afroamericà en haver cantat allà (la primera dona havia estat Grace Bumbry el 1961). Fent el paper de l'holandès va tornar al festival diverses temporades, incorporant altres rols com el de Wotan a Die Walküre que va cantar també per diversos teatres europeus. Altres papers destacats han estat el de Macbeth, Felip II, Escamillo, Amfortas i el Iokanaan a la Salomé de Richard Strauss.
El 1985 debuta en el Metropolitan Opera al costat de Grace Bumbry, en la primera producció al teatre del Porgy and Bess de Gershwin. Aquest mateix any interpreta Amonasro en la funció de comiat de Leontyne Price en una Aida televisada a tota la nació. Des del mateix 1985 ensenya a la Julliard School, té una càtedra a la Universitat d'Iowa, funda el Simon Estes Educational Foundation a Oklahoma i crea el Simon Estes International Foundation for Children.
En honor seu, la capital d'Iowa, Des Moines, ha anomenat un amfiteatre que hi ha al costat del riu el Simon Estes Riverfront.
Per la seva trajectòria al teatre des de 1981, se li concedí la Medalla d'Or del Gran Teatre del Liceu de Barcelona, el gener de 2012.

## Treball humanitari
El 2013, la Fundació Simon Estes va inaugurar un programa anomenat "Iowa Students Care" per involucrar els estudiants d'Iowa a la causa de l'eliminació de la malària a Àfrica mitjançant la recaptació de fons per proporcionar mosquiters tractats per a nens africans. La seva "Campanya per eliminar la malària" es va comprometre en associació amb la Fundació de les Nacions Unides i la seva Campanya Nothing But Nets, i va ser recolzada pel governador i el vicegovernador de l'estat d'Iowa. Les activitats inclouen la venda d'un CD benèfic anomenat "Save the Children, Save their Lives", i un concert de Nadal d'Iowa Students Care que se celebrarà el 15 de desembre [ any necessari ] a Ames, Iowa, que també inclourà la Simfònica de Des Moines. dirigit per Joseph Giunta.
El 2017, Aquests va donar una actuació pública per a una organització sense ànim de lucre, la Fundació per al Renaixement de la Cultura Clàssica, al Carnegie Hall en un esdeveniment del 29 de juny de 2017 titulat "Tribut a Sylvia Olden Lee". Va interpretar el rei Felip en escenes de l'òpera Don Carlos.

## Educador
Aquests és actualment professor visitant de música al campus d'Ankeny del Des Moines Area Community College (DMACC). Abans d'això, Aquests va ser professor de música a Wartburg College a Waverly, Iowa, on dona lliçons de cant quan està en residència. Ha actuat al concert de Nadal de Wartburg, Christmas With Wartburg, i ha estat conegut per realitzar gires de primavera nacionals i internacionals amb el cor de concerts de Wartburg. Està inclòs a la facultat d'artistes de la Universitat de Boston i també és Artista Distingit en Residència F. Wendell Miller a la Universitat Estatal d'Iowa a Ames, Iowa. Els seus molts títols honorífics inclouen un doctorat de la Universitat Estatal d'Iowa, i va ser nomenat Alumne Distingit de la Universitat d'Iowa.

## Vida personal
El 1980, Aquests es va casar amb Yvonne Baer. Van tenir tres filles, Jennifer, Lynne i Tiffany. Després de 21 anys, la parella es va divorciar. Baer va treballar de consultora a Zuric. En 2001, Estes es va casar amb Ovida Stong, una infermera que havia cuidat a la seva mare a Iowa.

## Obra
- Simon Estes. Simon Estes: In His Own Voice (autobiografia)
- Jan Schmidt-Garre i Marieke Schroeder. Aida's Brothers and Sisters. Pel·lícula de 1999.

## Discografia de referència
- Haydn: Harmoniemesse / Leonard Bernstein
- Wagner Der fliegende Holländer / Festival de Bayreuth, dirigit por Woldemar Nelsson (1985)
- Berlioz Roméo et Juliette / Orquestra de Filadèlfia / Riccardo Muti + Jessye Norman , John Aler (1986)
- Bizet / Carmen / Orquestra Nacional de Franca / Seiji Ozawa + Jessye Norman, Mirella Freni, Neil Shicoff (1989)
- Gershwin Porgy y Bess (extracte) / Orquestra Simfònica de la Radio de Berlín / Slatkin + Roberta Alexanda (1985)
- Espirituals
- Verdi Arias / Filarmónica / Deldu
- Beethoven: Simfonia núm. 9 / Giulini
- Bizet: Carmen / Ozawa
- Goldschmidt: Beatrice Cenci / Zagrosek
- Gounod: Faust / Ozawa
- King - A Musical Testimony / Simon Estes, Cynthia Haymon
- Mahler: Simfonia núm. 8 / Maazel
- Saint-saëns: Samson i Dalila / Davis
- Stravinsky: Oedipus Rex / Salonen
- Stravinsky: Le chant du rossignol / Orquestra Nacional de França / Pierre Boulez + Murray, Rolfe-Johnson
- Strauss: Salomé / Malfitano, Sinopoli, Et Al.
- Rèquiem de Mozart / Filharmònica / Carlo Maria Giulini + Dawson, Van Ness, Lewis
- Saint Saens: Samson et Delilah / ROH / Sir Colin Davis + Carreras, Baltsa
- Handel: Messiah / Orquestra Simfònica de Baviera / Sir Colin Davis + Margaret Price, Schwartz, Burrows
- Handel: Judas Maccabeaus
- Faure: Requiem / Staatskapelle Dresden / Sir Colin Davis + Lucia Popp
- Novena Simfonia de Beethoven / Carlo Maria Giulini
- Verdi: Oberto / Teatro Communale Bologna / Zoltán Peskó + Cortez, Grilli, Gulin (1977)
- Verdi: Requiem / Giulini
- Verdi: Don Carlo / Giulini
- Wagner: Der Fliegende Holländer / Nelsson
- Wagner: Parsifal / Levine
- De Falla: Atalantida / Orquestra Nacional de España / Colomer + Berganza, Bayo

## Premis i honors seleccionats
- 1966: Medalla de Bronze, Concurs Internacional Tchaikovsky, Moscou
- 1971: Acadèmia Nacional d'Artistes de l'Enregistrament
- 1988: Medalla del Bicentenari de la Constitució dels Estats Units
- 1996 - Premi Iowa (el més alt honor ciutadà d'Iowa, atorgat cada cinc anys)[9]
- 2004 - Premi de la Fundació Licia Albanese-Puccini, Nova York
- 2012 - Medalla d'Or del Gran Teatre del Liceu de Barcelona, Espanya